# Rebellion R-One
La Rebellion R-One è una vettura da competizione appartenente alla categoria LMP1 costruita dal 2014 al 2019 dall'azienda francese Oreca sotto la progettazione di Christophe Guibbal per conto del team svizzero Rebellion Racing.
È stata progettata per soddisfare i regolamenti LMP1-L 2014 nella categoria Le Mans Prototypes per competere nel campionato FIA World Endurance e alla 24 Ore di Le Mans. Costruita per rimpiazzare la Lola B12/60, le primi due R-One hanno debuttato a giugno 2014 alla 6 Ore di Spa-Francorchamps, secondo round del campionato FIA World Endurance. La Rebellion R-One condivide la stessa monoscocca della Oreca 05 e Oreca 07.